# Giftsumak
Giftsumak (Toxicodendron diversilobum) är en växt i familjen sumakväxter. Den mest kända beteckningen på växten är det engelska namnet Western Poison Oak. Giftsumak är mycket vanligt förekommande på USA:s och Kanadas västkust.
Den orsakar liksom släktingen klättersumak en svår allergisk kontaktdermatit, urushiol-dermatit.
Giftet avsöndras i en olja från blad och kvistar. Kännetecknande är tre glänsande blad på varje kvist. Giftsumak får liksom lövträd röda eller gula blad under hösten.